# Список островов архипелага Норденшельда

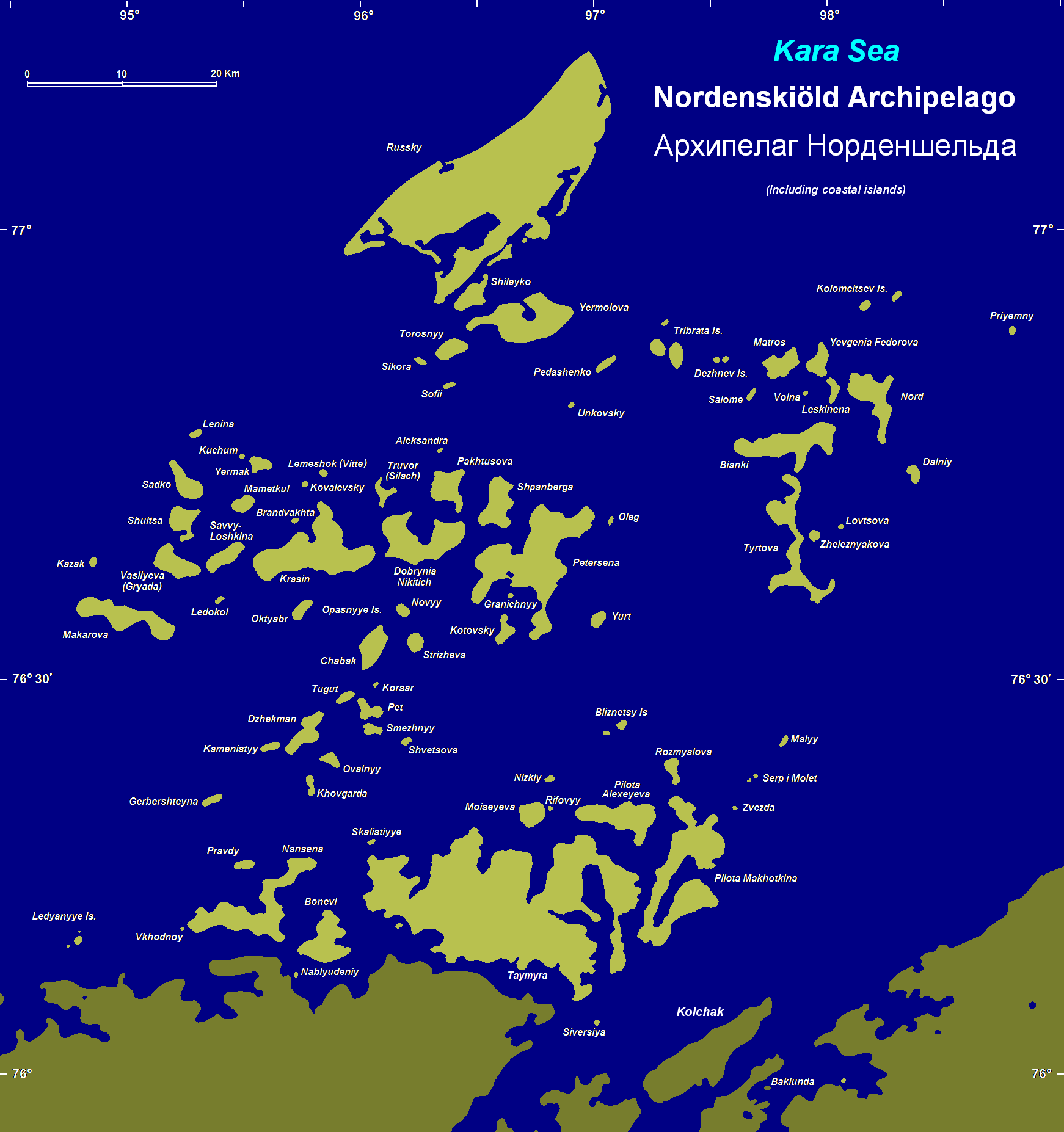

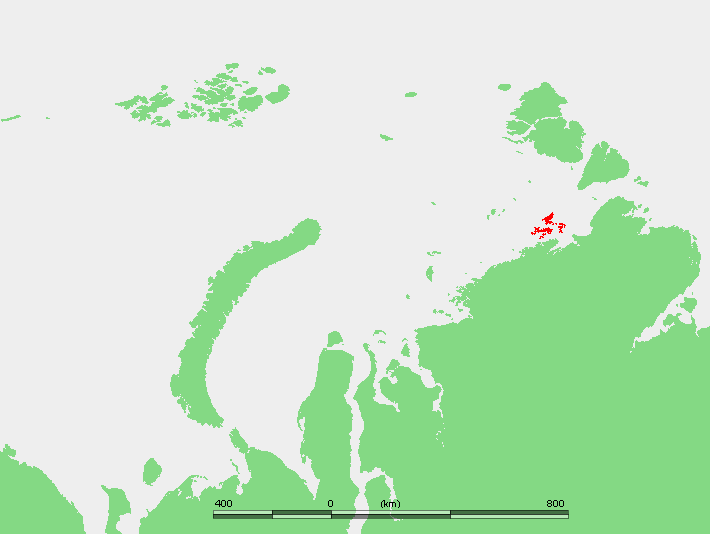
Расположение архипелага Норденшёльда

Это рабочий список для координации создания статей о островах архипелага Норденшёльда.
Жирным выделены относительно крупные острова, пометкой (не весь) — острова обозначенные на указанной карте лишь частично.

## Алфавитный список

### Островов
- Александра
- Бианки
- Брандвахта
- Васильева
- Витте
- Волна
- Герберштейна
- Гидрографов
- Граничный
- Грозный
- Гряда
- Дальний
- Добрыня Никитич
- Ермак
- Ермолова
- Железнякова
- Звероловный
- Каменистый
- Казак
- Ковалевского
- Корсар
- Котовского
- Красин
- Кучум
- Ленин
- Лескинена
- Ловцова
- Ледокол
- Макарова
- Малышка
- Маметкул
- Матрос
- Наварин
- Новый
- Норд
- Овальный
- Джекмана
- Октябрь
- Олег
- Пахтусова
- Педашенко
- Пета
- Петерсена
- Приёмный
- Русский
- Саввы Лошкина
- Садко
- Саломе
- Сикора
- Силач
- Смежный
- Софии
- Стрижёва
- Торосный
- Трувор
- Тугут
- Тыртов
- Укромный
- Унковского
- Ховгарда
- Центральный
- Чабак
- Швецова
- Шилейко
- Шпанберга
- Шульца
- Юрт

### Групп островов

Группы остовов архипелага Норденшёльда

- Острова Вилькицкого (15)

Новый
Стрижёва
Чабак
Центральный
Корсар
Грозный
Тугут
Пета
Смежный
Швецова
Джекмана
Каменистый
Овальный
Ховгарда
Герберштейна
- Острова Восточные (15)

Тыртов
Ловцова
Железнякова
Дежнёва острова
Матрос
Саломе
Волна
Евгения Фёдорова острова
Норд
Бианки
Каменистый
Лескинена
Дальний
- Острова Дежнёва (2)
- Острова Евгения Фёдорова (2)
- Острова Коломейцева (2)
- Острова Литке (10)

Ермолова
Педашенко
Унковского
Три Брата острова
Шилейко
Торосный
Софии
Сикора
- Острова Пахтусова (15)

Александра
Пахтусова
Шпанберга
Трувор
Силач
Петерсена
Олег
Добрыня Никитич
Скудные острова
Звероловный
Граничный
Наварин
Юрт
Котовского
- Острова Скудные (2)
- Острова Три Брата (3)
- Острова Цивольки (18)

Ленин
Ермак
Кучум
Садко
Шульца
Маметкул
Витте
Ковалевского
Укромный
Брандвахта
Красин
Саввы Лошкина
Васильева
Гряда
Казак
Ледокол
Макарова
Октябрь

## Распределение по картам

### м. Русский Западный [mapt4546.narod.ru/map2/indext462830.html T-46-XXVIII,XXIX,XXX]
- Русский (не весь)

Острова Литке
- - Ермолова (не весь)
  - Шилейко
  - Торосный
  - Софии
  - Сикора

Острова Пахтусова
- - Александра
  - Пахтусова
  - Шпанберга (не весь)
  - Добрыня Никитич (не весь)
  - Трувор
  - Силач

Острова Цивольки
- - Ленин
  - Ермак
  - Кучум
  - Садко
  - Шульца (не весь)
  - Маметкул
  - Витте
  - Ковалевского
  - Укромный
  - Красин (не весь)
  - Брандвахта (не весь)

### поляр. ст. Остров Русский [mapt4748.narod.ru/map2/indext472527.html T-47-XXV,XXVI,XXVII]
- Остров Русский (не весь)
- Гидрографов (не весь)
- Малышка
- Приёмный
- Коломейцева острова (2)

Острова Восточные
- - Дежнёва острова (2)
  - Матрос
  - Саломе
  - Волна
  - Евгения Фёдорова острова (2)
  - Норд
  - Бианки
  - Каменистый
  - Лескинена
  - Дальний
  - Тыртов (не весь)

Острова Литке
- - Ермолова (не весь)
  - Педашенко
  - Унковского
  - Три Брата острова (3)

Острова Пахтусова
- - Петерсена (не весь)
  - Олег (не весь)
  - Шпанберга (не весь)

4 безымянных острова у южного побережья острова Русского.
Безымянный остров к югу от острова Ермолова.

### о. Нансена [mapt4546.narod.ru/map2/indext463436.html T-46-XXXIV,XXXV,XXXVI]
Острова Пахтусова
- - Добрыня Никитич(не весь)
  - Петерсена (не весь)
  - Шпанберга (не весь)
  - Скудные острова (2)
  - Котовского

Острова Цивольки
- - Шульца (не весь)
  - Красин (не весь)
  - Брандвахта (не весь)
  - Саввы Лошкина
  - Васильева
  - Гряда
  - Казак
  - Ледокол
  - Макарова
  - Октябрь

Острова Вилькицкого
- - Новый
  - Стрижёва
  - Чабак
  - Центральный
  - Корсар
  - Грозный
  - Тугут
  - Пета
  - Смежный
  - Швецова
  - Джекмана
  - Каменистый
  - Овальный
  - Ховарда
  - Герберштейна

### пролив Торос [mapt4748.narod.ru/map2/indext473133.html T-47-XXXI,XXXII,XXXIII]
Острова Пахтусова
- - Петерсена (не весь)
  - Олег (не весь)
  - Звероловный
  - Граничный
  - Наварин
  - Юрт

Острова Восточные
- - Тыртов (не весь)
  - Ловцова
  - Железнякова

## Обзорные карты
- Лист карты T-45,46,47,48 м. Желания.  Масштаб: 1 : 1 000 000. Издание 1957 г.
- Лист карты T-45,46-В,Г о-ва Сергея Кирова. Масштаб: 1 : 500 000. Издание 1991 г.
- Лист карты T-47,48-В,Г м. Челюскин. Масштаб: 1 : 500 000. Состояние местности на 1974-1977 год. Издание 1989 г.